# Giovanni de Torres
Giovanni de Torres (Roma, 1605 – Salerno, 1662) è stato un arcivescovo cattolico e diplomatico italiano, a servizio della Santa Sede.

## Biografia

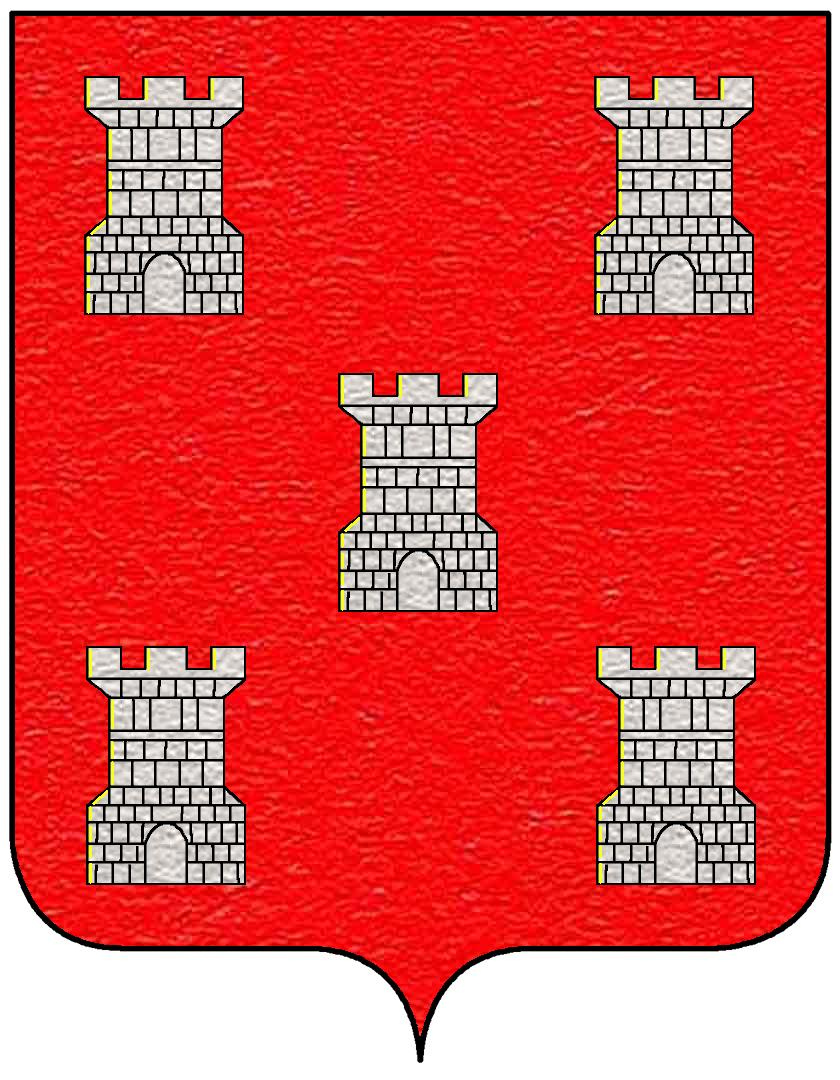
Stemma della famiglia de Torres

Figlio di Ludovico e Vittoria Cenci, nipote paterno del cardinale Cosimo de Torres e cugino materno del cardinale Gaspare Mattei, discendeva da una nobile famiglia di origine spagnola.
Frequentò gli studi in diritto canonico dapprima a Perugia ed in seguito a Bologna. Dopo la laurea tornò a Roma, dove ricoprì il ruolo di referendario del Tribunale della segnatura apostolica.

### Ministero episcopale
Il 30 giugno 1645 fu nominato arcivescovo titolare di Adrianopoli di Emimonto da papa Innocenzo X.
Il 19 febbraio 1645 ricevette la consacrazione episcopale dalle mani del cardinale Gaspare Mattei, co-consacranti il vescovo di Cracovia Piotr Gembicki e il vescovo di Aversa Carlo II Carafa della Spina, C.R., divenuto in seguito cardinale.
Il 1º maggio 1645 ricevette l'incarico di nunzio apostolico in Polonia. Uno dei compiti del suo incarico fu quello di favorire il processo di riunificazione degli ortodossi ucraini con la Santa Sede, ma il tentativo di istituire un sinodo fallì.
Il 10 marzo 1646 celebrò le nozze del re Giovanni II Casimiro di Polonia con Maria Luisa Gonzaga Nevers.
Nel 1652 fece richiesta di ritornare in Italia.
Il 1º aprile 1658 venne nominato da papa Alessandro VII arcivescovo metropolita dell'arcidiocesi di Salerno, dove nel 1661 indisse un sinodo diocesano.
Morì a Salerno nel 1662.

## Genealogia episcopale e successione apostolica
La genealogia episcopale è:
- Cardinale Scipione Rebiba
- Cardinale Giulio Antonio Santori
- Cardinale Girolamo Bernerio, O.P.
- Arcivescovo Galeazzo Sanvitale
- Cardinale Ludovico Ludovisi
- Cardinale Marco Antonio Gozzadini
- Cardinale Ernesto Adalberto d'Harrach
- Cardinale Gaspare Mattei
- Arcivescovo Giovanni de Torres

La successione apostolica è:
- Arcivescovo Wacław Leszczyński (1645)

## Ascendenza
|                                            |               |                             | Genitori                              |  |  | Nonni |  |  | Bisnonni                              |  |  | Trisnonni          |  |
|                                            |               |                             |                                       |  |  |       |  |  | Ferrante de Torres, barone di Pizzoli |  |  | Giovanni de Torres |  |
|                                            |               |                             |                                       |  |  |       |  |  | Ferrante de Torres, barone di Pizzoli |  |  | Giovanni de Torres |  |
|                                            |               |                             |                                       |  |  |       |  |  | Ferrante de Torres, barone di Pizzoli |  |  |                    |  |
| Giovanni de Torres                         |               |                             |                                       |  |  |       |  |  | Ferrante de Torres, barone di Pizzoli |  |  |                    |  |
|                                            |               | Pentesilea Sanguigni        |                                       |  |  |       |  |  |                                       |  |  |                    |  |
|                                            |               |                             |                                       |  |  |       |  |  |                                       |  |  |                    |  |
|                                            |               |                             |                                       |  |  |       |  |  |                                       |  |  |                    |  |
| Ludovico de Torres, marchese di Pizzoli    |               |                             |                                       |  |  |       |  |  |                                       |  |  |                    |  |
|                                            |               | Alessandro Mattei           | Ciriaco Mattei                        |  |  |       |  |  |                                       |  |  |                    |  |
|                                            |               | Alessandro Mattei           | Ciriaco Mattei                        |  |  |       |  |  |                                       |  |  |                    |  |
|                                            |               | Alessandro Mattei           | Giulia Matuzzi                        |  |  |       |  |  |                                       |  |  |                    |  |
| Giulia Mattei                              |               | Alessandro Mattei           |                                       |  |  |       |  |  |                                       |  |  |                    |  |
|                                            |               | Emilia Mazzatosta           | Tuccio Mazzatosta                     |  |  |       |  |  |                                       |  |  |                    |  |
|                                            |               | Emilia Mazzatosta           | Tuccio Mazzatosta                     |  |  |       |  |  |                                       |  |  |                    |  |
|                                            |               | Emilia Mazzatosta           | Claudia Orsini                        |  |  |       |  |  |                                       |  |  |                    |  |
| Giovanni de Torres, Arcivescovo di Salerno |               | Emilia Mazzatosta           |                                       |  |  |       |  |  |                                       |  |  |                    |  |
|                                            | Valerio Cenci | Ludovico Cenci              |                                       |  |  |       |  |  |                                       |  |  |                    |  |
|                                            | Valerio Cenci | Ludovico Cenci              |                                       |  |  |       |  |  |                                       |  |  |                    |  |
|                                            | Valerio Cenci | Lucrezia Margani            |                                       |  |  |       |  |  |                                       |  |  |                    |  |
| Ludovico Cenci                             | Valerio Cenci |                             |                                       |  |  |       |  |  |                                       |  |  |                    |  |
|                                            |               | Porzia Cenci                | Giulio Cenci                          |  |  |       |  |  |                                       |  |  |                    |  |
|                                            |               | Porzia Cenci                | Giulio Cenci                          |  |  |       |  |  |                                       |  |  |                    |  |
|                                            |               | Porzia Cenci                | Silvia Velli                          |  |  |       |  |  |                                       |  |  |                    |  |
| Vittoria Cenci                             |               | Porzia Cenci                |                                       |  |  |       |  |  |                                       |  |  |                    |  |
|                                            |               | Ludovico Lante della Rovere | Michele Lante della Rovere            |  |  |       |  |  |                                       |  |  |                    |  |
|                                            |               | Ludovico Lante della Rovere | Michele Lante della Rovere            |  |  |       |  |  |                                       |  |  |                    |  |
|                                            |               | Ludovico Lante della Rovere | Antonia Astalli                       |  |  |       |  |  |                                       |  |  |                    |  |
| Laura Lante della Rovere                   |               | Ludovico Lante della Rovere |                                       |  |  |       |  |  |                                       |  |  |                    |  |
|                                            |               | Lavinia Maffei              | Girolamo Maffei, patrizio di Volterra |  |  |       |  |  |                                       |  |  |                    |  |
|                                            |               | Lavinia Maffei              | Girolamo Maffei, patrizio di Volterra |  |  |       |  |  |                                       |  |  |                    |  |
|                                            |               | Lavinia Maffei              | Antonia Mattei                        |  |  |       |  |  |                                       |  |  |                    |  |
|                                            |               | Lavinia Maffei              |                                       |  |  |       |  |  |                                       |  |  |                    |  |